# Loudetia
Loudetia là một chi thực vật có hoa trong họ Hòa thảo (Poaceae).

## Loài
Chi Loudetia gồm các loài: